# Resolució 1919 del Consell de Seguretat de les Nacions Unides
La Resolució 1919 del Consell de Seguretat de les Nacions Unides fou adoptada per unanimitat el 29 d'abril de 2010. Després de recordar les resolucions 1674 (2006), 1894 (2009) sobre la protecció dels civils en conflictes armats, 1612 (2005) i 1882 (2009) sobre infants en conflictes armats, 1502 (2003) sobre la protecció dels drets humans i el personal de les Nacions Unides i 1325 (2000), 1820 (2008), 1888 (2009), i 1889 (2009) sobre dones, pau i seguretat, el Consell va ampliar el mandat de la Missió de les Nacions Unides al Sudan (UNMIS) fins al 30 d'abril de 2011 amb la intenció de renovar-lo encara més si cal.

## Observacions
El Consell de Seguretat va destacar la importància de la plena implementació de l'Acord de Pau Complet (CPA) de 2005, el dret a l'autodeterminació del poble de Sudan del Sud i els esforços de les Nacions Unides a promoure la confiança entre les dues parts. També va assenyalar que les eleccions presidencials i parlamentàries havien tingut lloc a l'abril del 2010 al país. Les Nacions Unides, la Unió Africana i la Comissió d'Avaluació i Valoració continuarien donant suport al diàleg entre el Congrés Nacional del Sudan i l'Exèrcit d'Alliberament del Poble del Sudan al Sudan del Sud, independentment dels resultats del referèndum sobre la independència del Sudan del Sud. Es va condemnar tots els actes de violència perpetrats per qualsevol part i els efectes sobre la població civil. Es va instar a la UNMIS ia altres missions de les Nacions Unides a la regió a continuar cooperant contra les amenaces de milícies i grups armats locals, no limitades a l'Exèrcit de Resistència del Senyor tal com es va assenyalar en la Resolució 1663 (2006).

## Actes
Després d'ampliar el mandat de la UNMIS fins al 30 d'abril de 2011, es va demanar al Secretari General de les Nacions Unides Ban Ki-moon que informés al Consell cada tres mesos sobre l'aplicació del seu mandat i del CPA. Se li requeriren informes trimestrals que detallessin el treball amb ambdues parts i les tasques posteriors al referèndum. El Consell va deplorar els conflictes i la violència localitzada persistents, particularment al Sudan meridional, subratllant la importància de la UNMIS de fer ús de la seva autoritat i capacitats per proporcionar una millor seguretat a la població civil i al personal de les Nacions Unides o humanitari sota l'amenaça de la violència. En aquest sentit, va demanar a la UNMIS que implementés una estratègia de protecció de civils per a tota la missió i els mecanismes de resolució de conflictes tribals, a més d'incrementar la seva presència a les zones de gran conflicte.
Pel que fa als referèndums de 2011, el Consell va demanar a la UNMIS que estigués disposada a exercir un paper principal en els esforços internacionals de prestar assistència per donar suport als preparatius per als referèndums, incloent un paper assessor relacionat amb els arranjaments de seguretat. El secretari general va expressar la seva preocupació per la manca de progrés en els preparatius dels referèndums. La UNMIS també hauria d'aplicar la demarcació fronterera nord-sud relativa a la disputada ciutat d'Abyei, la resolució de conflictes a Kordofan del Sud i Nil Blau, la creació de referèndums i comissions de consulta i repartiment de béns. Hi havia preocupació per les restriccions imposades a les activitats de la UNMIS en determinades zones, i en aquest sentit es va instar a totes les parts a cooperar amb la UNMIS i permetre'l la lliure circulació.
Es va destacar la protecció dels civils i el personal humanitari, ja que un conflicte en una zona del Sudan afectaria el conflicte en una altra. La resolució instava a convidar a la UNMIS i al govern del Sudan a cooperar en el procés de desarmament i enfortir la capacitat de les autoritats locals per fer front al conflicte nòmada. També es va demanar que fomentés l'estat de dret, participés en la reestructuració i entrenament de la policia i cooperés amb l'Exèrcit d'Alliberament del Poble del Sudan (SPLA) i les Forces Armades del Sudan en el desarmament, desmobilització i procés de reintegració. La intenció del SPLA d'abandonar l'ús militar dels nens en les seves forces a finals de 2010, i el retorn dels refugiats desplaçats interns, va ser acollit amb beneplàcit.
Finalment, va instar a la comunitat internacional a proporcionar assistència tècnica i material a Sudan. L'ambaixador sudanès davant les Nacions Unides va dir que la resolució contenia "elements positius" i que el govern treballaria per aplicar-los. El Representant Especial del Secretari General Haile Menkerios va dir que l'extensió era necessària per supervisar "deficiències" de les eleccions.